# Jozabed
Jozabed Sánchez Ruiz (Mairena del Alcor, 8 de março de 1991) é um futebolista profissional espanhol que atua como meia, atualmente defende o Málaga.

## Carreira
Produto da base do Sevilla, estreou em 2010 como profissional.